# 第34回読売新聞社杯全日本選抜競輪
第34回読売新聞社杯全日本選抜競輪は、2019年2月8日から11日まで、まで、別府競輪場で行われた競輪のGI競走である。優勝賞金は2,990万円（副賞含む）。

## 決勝戦

### 競走成績
- 2月11日（月・祝）第12レース[1][2][3]
- 誘導員…小岩大介（大分）[4][5]

| 着 | 車番 | 選手       | 登録地 | 級 班 | 着差    | 決まり手 | 上がり (秒) | H/B | 特記     |
| -- | ---- | ---------- | ------ | ----- | ------- | -------- | ----------- | --- | -------- |
| 1  | 1    | 中川誠一郎 | 熊本   | S1    |         | 逃げ     | 11.8        | B   |          |
| 2  | 9    | 佐藤慎太郎 | 福島   | S1    | 1/2車輪 | 差し     | 11.4        |     | 走注14-1 |
| 3  | 5    | 吉澤純平   | 茨城   | S1    | 1/2車身 |          | 11.7        | JH  |          |
| 4  | 2    | 武田豊樹   | 茨城   | SS    | 1/2車身 |          | 11.6        |     |          |
| 5  | 6    | 和田真久留 | 神奈川 | S1    | 1/2車輪 |          | 11.4        |     |          |
| 6  | 7    | 松浦悠士   | 広島   | S1    | 3/4車輪 |          | 11.4        |     |          |
| 7  | 4    | 小倉竜二   | 徳島   | S1    | 1/2車身 |          | 11.2        |     |          |
| 8  | 3    | 香川雄介   | 香川   | S1    | 4車身   |          | 11.7        |     | 落滑入   |
| 9  | 8    | 吉田敏洋   | 愛知   | S1    | 5車身   |          | 11.7        |     |          |

### 配当金額
| 1=6 | 650円 | (3) |

| 1=5=9 | 6,540円 | (27) |

| 1-6 | 830円 | (2) |

| 1-9-5 | 25,260円 | (94) |

| 1=9 | 1,260円 | (5) |

| 1=9 | 480円   | (4)  |
| 1=5 | 1,130円 | (18) |
| 5=9 | 1,340円 | (23) |

| 1-9 | 1,690円 | (5) |

### レース概略
GI決勝としては平成最後のこの大会、単騎が3人の細切れ戦となった。号砲で武田が真っ先に飛び出し、吉澤純平－武田豊樹－佐藤慎太郎、中川誠一郎、松浦悠士－香川雄介－小倉竜二、和田真久留、吉田敏洋で周回。松浦ラインが吉澤ラインにかぶせた上を、残り2周で吉田が上昇し誘導員を退避させて流す。
2コーナーから踏み上げて先頭に立った和田を目がけて、吉澤が叩いて打鐘で抑え先行の態勢に。この時点で吉田は最後尾。4番手をキープした和田の外側で浮きかけた中川が意を決してカマシを打ち、最終1コーナー過ぎに主導権を奪取。なかなか吉澤が約2車身の差を縮められないまま直線に入る。6番手からの松浦のバック捲りは、吉澤の後ろの武田をも飲み込めず不発。
ゴール
準決勝同様に丸1周強を駆けて最後まで粘った地元九州勢の中川が、優勝。初GIタイトルの2016年の静岡・日本選手権競輪以来遠ざかっていた決勝の舞台で、同じ単騎戦でGI2回目の制覇を果たした。バックストレッチ横にある大型ビジョンでスロー映像を確認した後にガッツポーズを決めた。勝利者インタビューでは、2年後に開催再開が発表されているホームバンク熊本競輪場への思いも語った。
9選手のうち中川に次ぐ競走得点でもあった佐藤が、2着。武田追走から吉澤が内を空けるのを待ってから当たって、中川との間を割り1/2車輪差まで迫った。
吉澤が3着。昨年6月の高松宮記念杯以来となる、師匠・武田とのGI決勝同乗だった。
吉澤の番手から直線で外側を行こうとした武田は、伸びを欠いて4着に終わり、GI最高齢優勝記録更新を逃した。
さらに最後は横に広がって混線となった中・下位着陣。ゴール線前で武田の後輪と接触し、松浦にも当たって落滑入した香川は、8着（左肩関節打撲）。

## 特記事項
- 別府でのGI開催は、開場以来初めてとなった。

- 大会キャッチフレーズは「オニアツ。」（「鬼[注 2]のように強く、地獄より熱い。」の略で、別府温泉ゆかりの鬼と地獄めぐりから）。出場選手たちは、レースに勝利した際の歓喜表現などで口にした[16][26][27]。中川誠一郎も両腕を挙げるオニアツポーズを披露し[28]、優勝者表彰式・閉会式[注 3]のインタビューでは、自らの提案で「せーの、オニアツ」を観客と斉唱して締めくくった[29][† 8][† 9]。

- 平成30年度特別競輪統一サイト「キン肉マン 超人ケイリン編」では、ネプチューンマンが今大会を担当し、作中ではブラックホールと、別府競輪誘客プロモーションキャラクターで大会ビジュアルで赤鬼を演じている[30]篠原信一が登場した[31]。

- ファンサービスでは、「ニッカンPDF新聞[32]」が連日無料提供された。

- 地上波の決勝戦中継は「坂上忍の勝たせてあげたいTV ～第34回読売新聞社杯全日本選抜競輪（GI）～」《日本テレビ系列[33]全国ネット》。なお、進行はいつもの田中みな実でなく、昨年大会同様に望月理恵。ゲストは武井壮と狩野舞子[34][35][36]。なお、テレビ大分では二日目も独自で放送している。

- 中川の優勝者表彰式・閉会式[注 3]では、本大会のラウンド&フラッグガールを担当した2人（天野織・吉田美弥）[37]および、今年3月末をもって丸10年の節目で活動を休止する事が決まっていたスピーチーズ（競輪専門チャンネル「SPEEDチャンネル」のキャンペーンユニット3人組）が、アテンドを務めた[38]（花束贈呈はメンバーの櫻庭ヨウ[† 10]）。

- シリーズ全体での目標額は95億円だったが、シリーズ全体での総売上額は前年比99.3%となる83億258万8500円[15][39]で、前年に続き、全日本選抜の売上ワーストを更新している。

### 競走データ
- S級S班 - 選考基準で最優先される、この全9名のうち新田祐大と脇本雄太は、ナショナルチームで来年に行われる予定だった2020年東京オリンピック参加資格獲得に向けた強化のため、不参加扱いとした[40][41]。残る7名のうち5名が二次予選回りとなる幕開けから[42]、相次ぐ落車棄権も含め[18]、決勝へ辿り着いたのは武田豊樹だけだった。

- 8地区 - 九州勢は坂本亮馬が病気欠場して総勢9名が参加[8]。地元・大分から唯一人選出された大塚健一郎[27]も二次予選で敗退し、準決勝の時点で残ったのは、スタールビー賞を走った中川誠一郎のみとなっていた[43]。全国8地区のうち7地区からの9選手が、決勝へ勝ち上がってきた（近畿は全員敗退し、関東と四国が2名ずつ）。

- 優出頻度 - 和田真久留[44]と松浦悠士[45]（今回の決勝で20代選手はこの2人のみ）は、GI初優出。香川雄介のみ、昨年11月の競輪祭からのGI連続優出。小倉竜二は、2011年6月高松宮記念杯以来のGI決勝[46]。なお、和田と吉田敏洋が初日一次予選組で、他の7名は初日特選組だった。

- 優勝データ - 39歳8か月の中川誠一郎は、2004年（大垣）の内林久徳（40歳11か月）に次ぐ大会年長優勝（その次は三宅伸）。熊本所属選手の全日本選抜優勝は、2006年（いわき平）の合志正臣以来の2人目。九州地区開催のGIでの九州勢による制覇は、2008年小倉競輪祭の井上昌己（長崎）以来となった[15]。